# Светлое Озеро (Озинский район)
Светлое Озеро — село в Озинском районе Саратовской области. Входит в состав сельского поселения Липовское муниципальное образование.

## География
Находится  на расстоянии примерно 42 километра на север-северо-запад от районного центра поселка Озинки.

## Население
Население составляло 247 человек в 2002 году (русские 32%, казахи 58%), 197 в 2010.

## Инфраструктура
В селе имеется основная школа, детсад, фельдшерско-акушерский пункт и дом досуга. 